# Anastatus scutellatus
Anastatus scutellatus är en stekelart som beskrevs av Charles Joseph Gahan 1934. Anastatus scutellatus ingår i släktet Anastatus och familjen hoppglanssteklar.
Artens utbredningsområde är Kuba. Inga underarter finns listade i Catalogue of Life.